# Ischnoptera pampaconas
Ischnoptera pampaconas är en kackerlacksart som beskrevs av Andrew Nelson Caudell 1913. Ischnoptera pampaconas ingår i släktet Ischnoptera och familjen småkackerlackor.
Artens utbredningsområde är Peru. Inga underarter finns listade i Catalogue of Life.